# 卡斯特国家森林
卡斯特国家森林（英語：Custer National Forest）是美国的一处国家森林，1908年7月1日建立，位处蒙大拿州和南达科他州交接处，占地面积1,188,130英畝（4,808.2平方），最近的城市为比灵斯。